# 亞赫希漢
亞赫希漢（土耳其語：Yahşihan）是土耳其的城鎮及行政區，位於該國中部，由克勒克卡萊省負責管轄，面積198平方公里，海拔高度714米，受大陸性氣候影響，主要經濟活動有農業，2011年人口13,374。

## 外部連結
- District governor's official website （页面存档备份，存于） （土耳其文）
- District municipality's official website （页面存档备份，存于） （土耳其文）